# Ugo Tagliaferri
| 127689 Doncapone    | 5 marzo 2003   |
| 147766 Elisatoffoli | 26 agosto 2005 |

Ugo Tagliaferri (...) è un astronomo amatoriale italiano.
Il Minor Planet Center gli accredita la scoperta di due asteroidi, effettuate tra il 2003 e il 2005 entrambe in collaborazione con Franco Mallia.